# Benjamin Zobrys
Benjamin Zobrys (* 1976 in Berlin) ist ein deutscher Schauspieler und Synchronsprecher.

## Leben
Zobrys besuchte ab 1979 eine frühkindliche Musikerziehung. Ab 1980 erhielt er Klavierunterricht.
Im Alter von acht Jahren stand er als Kinderdarsteller das erste Mal vor einer Filmkamera. In der ZDF-Serie Das Traumschiff (Erstsendung: 1990) spielte er den kleinen Daniel Freytag, der bei seinem Großvater (Hans Caninenberg), den er liebevoll „Großer Vater“ nennt, aufwächst und dessen Gefühlswelt ins Chaos gerät, als sein Vater (Christian Kohlund), der als Musiker in New Orleans arbeitet, das Sorgerecht für ihn beansprucht. Es folgten danach Episodenrollen in den Fernsehserien Praxis Bülowbogen und Ein Heim für Tiere.
Nach seinem Abitur am Berliner Gymnasium Steglitz im Jahr 1995 absolvierte er von 1996 bis 2000 eine Ausbildung an der Universität der Künste in Berlin in den Fächern Schauspiel, Gesang und Tanz, die er mit dem Schauspieldiplom abschloss.
Zobrys arbeitet heute schwerpunktmäßig als Theaterschauspieler. Er trat am Theater des Westens (Die Dreigroschenoper, Eugene in Grease), am Theater am Kurfürstendamm (in Miniaturen, Das Geld liegt auf der Bank und Das Haus in Montevideo), an der Neuköllner Oper (in How to succeed in business without really trying und The Sound of Music), am Stadttheater Bern (2000 als Baby John in West Side Story), am Stadttheater Klagenfurt (in Anything goes) und am Staatstheater am Gärtnerplatz (2001, 2004/2005 als Barnaby Tucker in Hello Dolly!, Regie: Stefan Huber) auf.
2003 spielte er am Renaissance-Theater (Theater der Jugend, tdj) in Wien den Branko Babitsch in der österreichischen Erstaufführung von Kurt Helds Die rote Zora und ihre Bande in einer Fassung von Thomas Birkmeir. Am Schmidt-Theater in Hamburg wirkte er in den Uraufführungen der Musicals Villa Sonnenschein (2005 Hauptrolle als Zivildienstleistender Felix) und Swinging St. Pauli (2001 als Max Waldeck) mit. 2005 spielte er diese Rolle auch am St.-Pauli-Theater an der Seite von Nik Breidenbach. In der Berliner Fassung Swinging Berlin–Tanzen verboten spielte er 2005 am Theater am Kurfürstendamm gemeinsam mit Helmut Baumann, der auch Regie führte. 2010 trat er am Schmidt-Theater unter der Regie von Corny Littmann in dem Musical Heiße Ecke auf.
Außerdem gastierte Zobrys mit einem eigenen Chanson-Programm Gestatten: Maunz! im Theaterforum Kreuzberg in Berlin. Er ist Mitglied im Magischen Zirkel in Berlin.
Als Erwachsener war Zobrys auch in Episodenrollen in den Fernsehserien Unser Charly und Kommissar Rex zu sehen.
Zobrys arbeitete auch als Synchronsprecher, unter anderem in den Serien Friends und Dave, der Barbar.
Zobrys lebt in Hamburg. Sein jüngerer Bruder Mike Zobrys ist ebenfalls Schauspieler.

## Filmografie (Auswahl)
- 1986: Das Traumschiff: Bali (Fernsehreihe)
- 1988: Berliner Weiße mit Schuß
- 1989: Ein Heim für Tiere (Fernsehserie, eine Folge)
- 1990: Das Traumschiff: New Orleans (Fernsehreihe)
- 1990: Kartoffeln mit Stippe (Fernsehfilm)
- 1991: Wie gut, daß es Maria gibt (Fernsehserie)
- 1992: Der Patenonkel (Fernsehserie)
- 1993: Gute Zeiten, schlechte Zeiten
- 1995: Wolffs Revier
- 2003: Unser Charly
- 2004: Kommissar Rex